# Епархия Керемы
Епархия Керемы (лат. Dioecesis Keremana) — епархия Римско-католической церкви c центром в городе Керема, Папуа — Новая Гвинея. Епархия Керемы входит в митрополию Порт-Морсби. Кафедральным собором епархии Керемы является собор Святого Духа.

## История
16 января 1971 года Римский папа Павел VI выпустил буллу Quod sit studium, которой учредил епархию Керемы, выделив её из епархий Береины и Менди.

## Ординарии епархии
- епископ Virgil Patrick Copas (24.05.1976 — 6.12.1988);
- епископ Paul John Marx (6.12.1988 — 13.03.2010);
- епископ Patrick Tawal (13.03.2010 — † 29.04.2013, до смерти [1]);
  - Sede vacante (2013—2017);
- епископ Pedro Baquero, S.D.B., (20.01.2017 — по настоящее время).

## Источник
- Annuario Pontificio, Libreria Editrice Vaticana, Città del Vaticano, 2003, ISBN 88-209-7422-3
- Булла Quod sit studium  (лат.)